# Karacu (Saga)
Karacu (japonsky:唐津市 Karacu-ši) je japonské město v prefektuře Saga na ostrově Kjúšú. Žije zde přes 120 tisíc obyvatel.

## Pamětihodnosti a kulturní akce
- Hrad Karacu - hrad z období Sengoku
- festival Karacu Kunči - festival, který probíhá od 2. do 4. listopadu; typické jsou dlouhé průvody s mytologickými bytostmi a samuraji
- Hamatama - 1 z nejhezčích pláží v celé prefektuře Saga

## Partnerská města
- Jang-čou, Čína
- Josu, Jižní Korea
- Sogüpcho, Jižní Korea